# Orchymontia crassifemur
Orchymontia crassifemur är en skalbaggsart som beskrevs av Ron Garth Ordish 1984. Orchymontia crassifemur ingår i släktet Orchymontia och familjen vattenbrynsbaggar. Inga underarter finns listade i Catalogue of Life.